# Tanumskusten III
Tanumskusten III (Sannäsfjorden) är en del av Tanumskustens naturvårdsområde i Tanums socken i Tanums kommun i Bohuslän.
Reservatet är ett skyddat område sedan 1991 och omfattar 301 hektar. Det består av Sannäsfjorden och är beläget väster om Tanumshede. 
Fjorden med sina stränder utgör en viktig del av Tanumskusten. Fjorden fungerar som reproduktions- och uppväxtområde för många fiskarter. I Skärboälven som mynnar i fjordens förekommer vandringsfisk. Fågellivet är rikt. I strändernas hällmarksskogar och ädellövskogar finns ställvis en rik flora.
Området ingår i EU:s ekologiska nätverk av skyddade områden, Natura 2000. Det förvaltas av Västkuststiftelsen.